# 喬治王子賽道
喬治王子賽道（英語：Prince George Circuit），位於南非東倫敦的一條賽車跑道，於1934、1936至39及1960至66年間曾經舉辦過一級方程式南非大獎賽。賽道全長24.461 km（15.199 mi），為街道賽道，途徑多個稠密的社區，起點/終點位於海岸邊。

## 外部連結
- www.kolumbus.fi – Prince George Circuit （页面存档备份，存于）

33°02′55″S 27°52′25″E / 33.04861°S 27.87361°E